# Gaston Ramon
Gaston Ramon (Bellechaume, 30 de setembro de 1886 — Paris, 8 de junho de 1963) foi um veterinário e biólogo francês.